# High Definition Multimedia Interface
A High Definition Multimedia Interface (rövidítve: HDMI) egy csatlakozófelület tömörítetlen audio-video adatfolyamok átvitelére. A HDMI-t elsősorban a digitális jelforrások által küldött jelek torzítás- és tömörítésmentes átvitelére tervezték. 

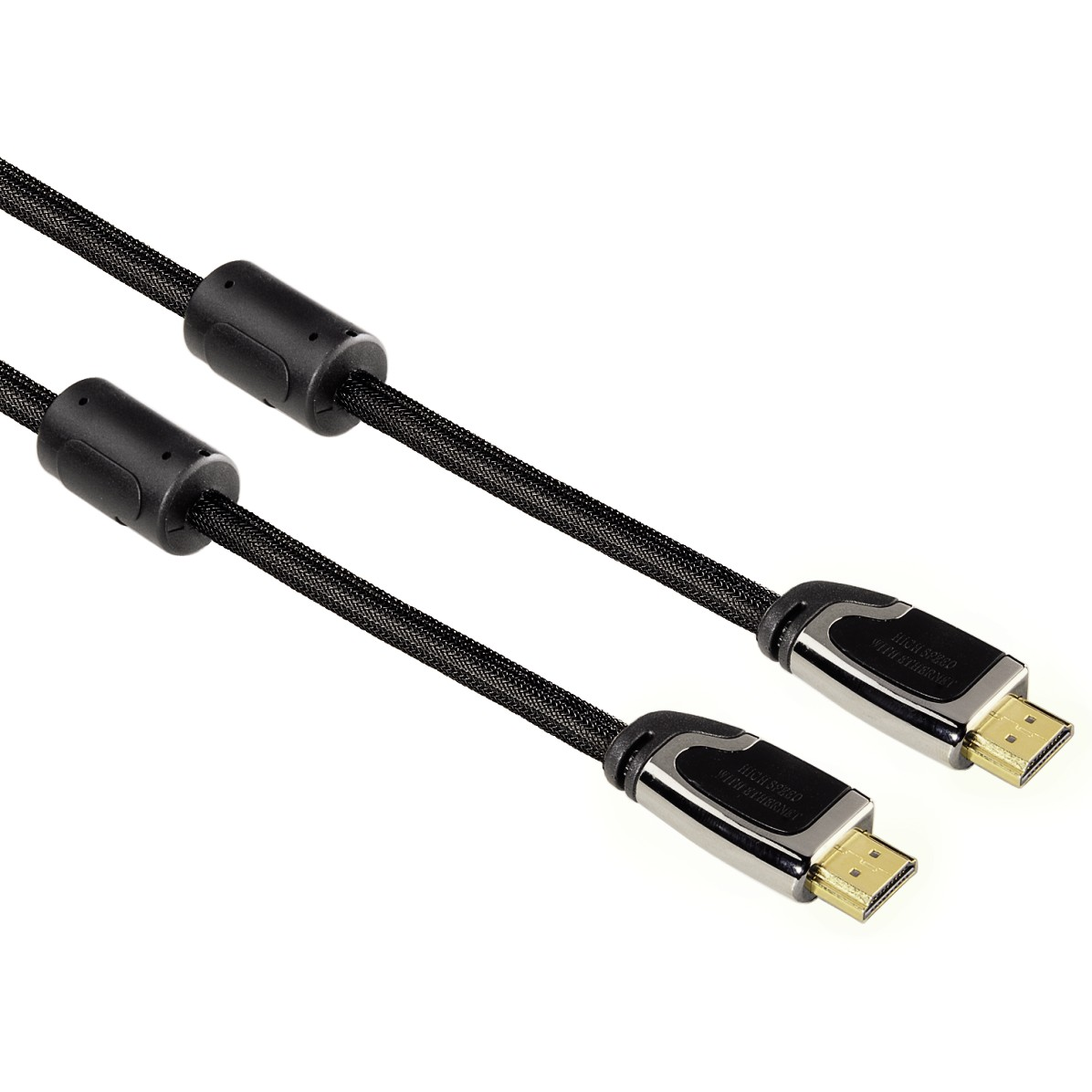
HDMI csatlakozó

## Megalkotásának szükségessége
A gyártók belátták, hogy az általuk képviselt technológia, amellyel mind tökéletesebb képet és hangot képesek megjeleníteni, nem akadhat fent egy olyan tényezőn, mint a jelforrást a megjelenítővel, vagy éppen a hangeszközzel összekötő kábel és csatlakozás. Amennyiben például a DVD-lejátszó tökéletes kép- és hanganyagot olvas le a DVD-ről, ámde nem tudja azt hitelesen eljuttatni az illetékes megjelenítő eszközre (legyen ez mozierősítő, vagy LCD-televízió), akkor feleslegesen költenek rengeteg pénzt ezen részletek fejlesztésére. Az olyan igényes hanganyagok, mint például a Dolby Digital vagy a DTS korábban csak digitális optikai vagy digitális koax kábelen át juthattak el az erősítő-berendezésbe, azonban mivel ezeken az interfészeken kép nem szállítható, ahhoz újabb kábelek voltak szükségesek, így egy kielégítő moziélmény eléréséhez több kábelre volt szükség.

## A HDMI születése
Az előző szakaszban ismertetett típusok mellett az elavult analóg SCART és D-Sub szabványok, valamint a csak digitális videójelet továbbító DVI kábelek leváltására kifejlesztett digitális kábeltípust 2003-ban alkalmazták először szórakoztatóelektronikai berendezéseken, azóta pedig töretlen sikereket ér el, főként, hogy a moziipar is felismerte, mennyire jelentős újítás is ez.

## Felépítése

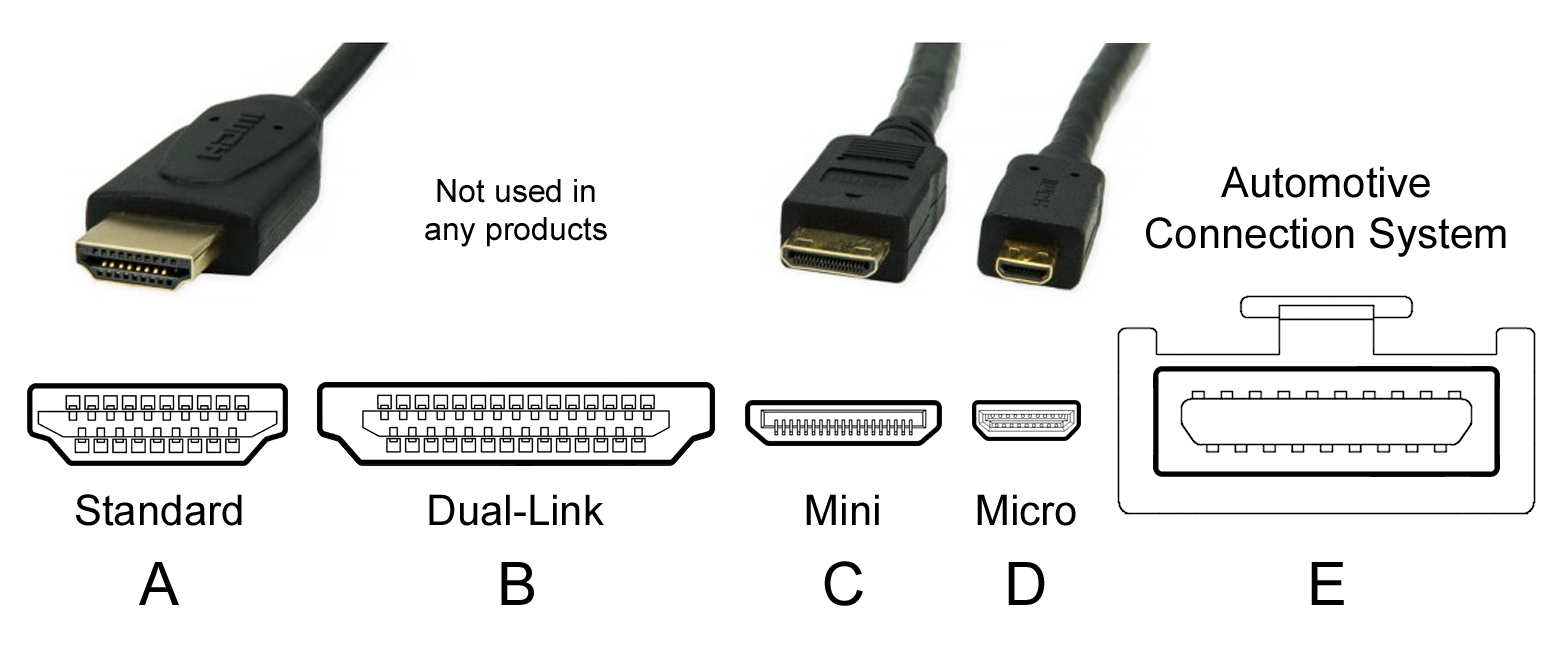
HDMI konnektorok típusai

A kábel belseje 19-eres kialakítású, melyben a kép- és hanganyag tömörítés nélkül – egy az egyben – haladhat át 5 Gbit/másodperces sebességgel. Tervezésekor gondoltak a többcsatornás megszólalásra, így már az 1.0-s verzió is 8 külön csatornán képes szállítani 124 kHz-es, 24 bites hangot (ezt később felemelték 192 kHz-re a v1.1-es specifikációban). Videoinformációknak 165 MHz-es sávszélességet terveztek, ez a Full HD-t támogatja.
Később napvilágot láttak az újabb verziók is, mint a HDMI 1.2 és az 1.3, amelyek egyre több újítással javítják a teljesítményt. A kábelen egy olyan jel is továbbítódik, amely minden bizonnyal a filmesek és kiadók számára jelent megnyugvást, az elismerten jól működő HDCP (High Bandwidth Digital Content Protection) másolásvédelem.  A legújabb HDMI 2.1 10k felbontásban (10x Full HD) 120 Hz-en tud már működni és 48 Gbit/sec az adatátvitele.

### Optikai HDMI
2016-tól megjelentek a piacon az úgynevezett száloptikai kábelek, amelyekben a jeltovábbítást a korszerű lézertechnológia segítségével oldják meg. A lézerjelek ilyenkor száloptikán haladnak ahol visszaalakítják elektromos jellé a csatlakozódugókban található elektronika segítségével. Az optikai kábel nagy előnye a hagyományos rézkábelekkel szemben, hogy segítségével nagy távolságra is el lehet juttatni a jeleket gyakorlatilag veszteségmentesen, valamint a távolságból adódó képkockák közötti időzítési és hangszinkron problémák fellépésétől sem kell tartani. Az optikai kábeleket gyártó cégek garantálják, hogy a kábel bemenetére beérkező video- és hangjelet bit pontosan átviszik a csatlakozó másik végpontjára. Ugyan széles körben elterjedt tévhit, hogy a digitális adatátvitel pusztán a jellegéből adódóan már veszteségmentesen képes akár egy rézkábeleken keresztül a videójel továbbítására, ezt azonban az elméleti és a gyakorlati tesztek egyértelműen cáfolták, amikor összehasonlították a rézkábeleken folyó videójelek minőségét az optikai kábelek által nyújtott képminőséggel.

## Jellemzők
A műsortartalmat kétféle színkódolással juttatja a digitális képmegjelenítőkhöz:
4:4:4, illetve 4:2:2 eljárással. Különbség, hogy az első esetben az összes, a második esetben csak minden második képpont színinformációja tömörül, ez a Silicon Image TMDS technológiája.